# 4745 Nancymarie
4745 Nancymarie је астероид главног астероидног појаса чија средња удаљеност од Сунца износи 3,015 астрономских јединица (АЈ).
Апсолутна магнитуда астероида је 11,8.